# La Kermesse heroica
La Kermesse heroica (títol original: La Kermesse héroïque) és una pel·lícula de comèdia romàntica històrica franco-alemanya de 1935 dirigida per Jacques Feyder i creada durant el període del realisme poètic a la França dels anys trenta. Simultàniament es va fer una versió en llengua alemanya de la pel·lícula i es va estrenar sota el títol Die klugen Frauen. Està doblada al català.

## Argument
L'any 1616, quan Flandes forma part de la Monarquia Hispànica, la ciutat de Boom, en plena preparació del seu carnaval, s'assabenta que un duc espanyol amb el seu exèrcit està de camí per passar-hi la nit.
Tement que això es tradueixi inevitablement en violacions i saqueigs, l'alcalde, amb el suport del seu consell, té la idea de fingir ser recentment mort, per evitar rebre els soldats. Però la seva temible esposa Cornelia menysprea aquesta estratagema i organitza les altres dones per preparar l'hospitalitat i adaptar els seus espectacles de carnaval als espanyols (que s'obstinen a entrar de totes maneres a la ciutat). Els homes de la ciutat es tornen cada cop més paranoics amb els espanyols, ja que les dones són lliures de dirigir les botigues i les posades. Les dones des d'un primer moment assumeixen un nou conjunt d'alliberament sexual en juxtaposició a la violació i el saqueig que els homes pensaven que passaria.
Tal és la calidesa de l'acollida de les dones que no només els espanyols s'abstenen de cap mal comportament, sinó que a la seva marxa el duc anuncia la remissió d'impostos per a la ciutat per un any.

## Repartiment
- Françoise Rosay com Cornelia de Witte
- André Alerme com Korbus de Witte
- Jean Murat com duc d'Olivares
- Louis Jouvet com capellà
- Lyne Clevers com la peixatera
- Micheline Cheirel com Siska
- Ginette Gaubert com l'hostalera
- Bernard Lancret com Julien Breughel
- Alfred Adam com Josef Van Meulen
- Arthur Devère com el peixater
- Alexander D'Arcy com el capità

## Antecedents i producció
La Kermesse heroica va ser realitzada per Jacques Feyder immediatament després del seu fosc drama psicològic Pension Mimosas, i va dir que volia relaxar-se fent una farsa, allunyada de l'actualitat. Va recórrer a un relat breu escrit a proposta seva deu anys abans per Charles Spaak, ambientat a Flandes del segle XVII quan estava sota l'ocupació espanyola. Per l'estil visual de la pel·lícula, Feyder va voler retre homenatge als vells mestres del seu país natal, Pieter Brueghel el Vell, Frans Hals, Pieter de Hooch, i el dissenyador Lazare Meerson va realitzar una elaborada creació d'una ciutat flamenca al suburbà de París. Els vestits sumptuosos van ser proporcionats per Georges K. Benda. El repartiment incloïa la dona de Feyder Françoise Rosay i Louis Jouvet.
La pel·lícula va ser produïda per la filial francesa de la firma alemanya Tobis, i es va realitzar en dues versions, francesa i alemanya, amb repartiments alternatius (a part de Françoise Rosay que va aparèixer en ambdues).

## Disseny de vestuari i dissenyador
Georges K. Benda va ser el dissenyador principal d'aquesta pel·lícula, i va continuar treballant en moltes pel·lícules franceses des dels anys trenta fins als cinquanta. Benda era conegut per la seva atenció a la precisió històrica i la seva capacitat per dissenyar vestits visualment fascinants. No obstant això, va tenir dificultats per dissenyar vestuari per a La Kermesse heroica ja que era difícil representar amb precisió tant la cultura espanyola com la flamenca a la pel·lícula. Per als vestuaris, Benda havia d'incorporar precisió històrica i també incloure sentiments còmics. Tot i que els uniformes dels soldats són tristos i seriosos, els uniformes dels civils són més brillants i més extravagants. No obstant això, les disfresses femenines són encara més elaborades amb trets pronunciats com faldilles voluminoses i cossos ajustats; i moltes de les disfresses presenten adorns de luxe com volants i puntes. La dona del burgmestre llueix un dels vestits més memorables de la pel·lícula. El seu vestit és gran, crida l'atenció i captura perfectament la personalitat del personatge. El gran tocat, que està adornat amb cintes i plomes, seria l'aspecte més reconeixible del vestit. Amb aquest tocat es remarcaria la ja impressionant alçada de la dona del burgmestre que la va fer destacar encara més entre la multitud. Benda va dissenyar vestuari per a altres pel·lícules franceses, com El milió, La comtessa Alexandra i Koenigsmark.
Al número 361 de la revista "Pour Vous", publicat el 1935, Benda va ser entrevistat i va oferir una visió del seu treball a la pel·lícula. La revista també va mostrar el que es creu que són esbossos del disseny de les disfresses que va ser creat pel mateix Benda. A l'article, segons Benda, afirma que “per sort, Feyder m'havia parlat de la Kermesse, molt abans de començar la seva pel·lícula. Això em va permetre reunir una sèrie de documents per endavant, i així vaig poder, en sis setmanes, no només fer els meus quatre-cents models, sinó triar els teixits per realitzar-los”.

## Cinematografia
El director de fotografia d'aquesta pel·lícula era el col·laborador habitual de Jacques Feyder Harry Stradling Sr. Un conegut director de fotografia de pel·lícules com A Streetcar Named Desire, Funny Girl i Matrimoni original d'Alfred Hitchcock. Va arribar a França a causa de les restriccions a les dues bobines, o pel·lícules amb una durada de 20 minuts, a Hollywood. A França treballaria en diverses pel·lícules de Jacques Feyder.
Gran part dels temes de la pel·lícula es mostren a través del subtil treball de càmera que Stradling va realitzar a la pel·lícula. Aquests van des de línies al plató o pals que separen el duc i la seva dona, mostrant al públic la distància entre els personatges. En el saqueig imaginari de la ciutat s'utilitza un pla ample per permetre a l'espectador captar tota la destrucció però també allunyar-se de la violència per mantenir intacte el caràcter sarcàstic de la seqüència. La seqüència també inclou molts moviments de càmera com ara panoràmiques, inclinacions o plans de seguiment per ocultar alguns dels actes més extrems que se suggereixen quan les dones són arrossegades. L'ús de plans amples també ajuda a reforçar la idea d'una pintura flamenca. Plans com els molins de vent a les pastures verdes o tota l'activitat que es fa al municipi per preparar el carnaval.
Meerson va imaginar un punt intermedi de l'escenografia entre el nucli i el realisme poètic entre el "realisme i l'estilització" destinat a ressaltar els temes de la pel·lícula. La totalització, la capacitat de mostrar l'abast complet d'un entorn i els microdetalls continguts prové del disseny detallat d'escenografia de Meerson. Juntament amb l'ús de plans per part de Stradling que emfatitzen l'escala, el conjunt de Meerson combina l'arquitectura de l'època, com ara les agulles de l'església, per oferir una gran sensació de la ciutat de Boom.

## Temes
El Carnaval de Flandes satiritza actes de covardia utilitzant les dones de la ciutat per frustrar els homes mentre s'amaguen contra el que creuen a un exèrcit invasor espanyol. Altres temes inclouen la dinàmica de poder d'homes i dones, el passivisme no vol dir necessàriament que s'hagi de ser un covard i l'alliberament sexual.

## Recepció
A causa dels seus quadres ricament detallats i de la manera segura amb què Feyder va animar la seva farsa històrica, la pel·lícula va tenir un èxit considerable a França i altres llocs del món. L'historiador del cinema Raymond Chirat va assenyalar la combinació d'escenografies admirables, els vestits esplèndids, la ironia mordaç de la història i la qualitat de l'actuació que va valer la pel·lícula una cascada de premis, l'admiració de la crítica i el suport de el públic. Georges Sadoul s'ha referit a "aquesta obra important, d'una bellesa excepcional". Escrivint per a The Spectator l'any 1936, Graham Greene va donar una bona crítica a la pel·lícula, elogiant el director Feyder per la seva habilitat per afegir "a la seva història obscura un toc d'emoció genuïna i senzilla". Comparant la pel·lícula amb la prosa de la Restauració, Greene afirma que "la fotografia es mou amb un puntal fi", i la resumeix com "una pel·lícula admirable, una mica obscena com la majoria de les bones comèdies, i molt ben interpretada". Feyder va guanyar el premi al millor director al 4a Mostra Internacional de Cinema de Venècia el 1936.
Tanmateix, fins i tot en la seva primera aparició el 1935, aquesta història d'ocupació i col·laboració alegre també va causar malestar, i el guionista Henri Jeanson va deplorar la "inspiració nazi" de la pel·lícula. De fet, va ser elogiat amb entusiasme a Alemanya, i la seva estrena a Berlín (15 de gener de 1936) va tenir lloc en presència de Joseph Goebbels. (No obstant això, pocs dies després de l'esclat de la guerra el 1939, la pel·lícula va ser prohibida a Alemanya i als països ocupats d'Europa, i Jacques Feyder i Françoise Rosay van buscar refugi posteriorment a Suïssa.)
Va ser a Bèlgica on la pel·lícula va provocar la major controvèrsia, potser per la representació poc afavoridora dels líders flamencs al segle XVII, o per sospita de referències encobertes a l'ocupació alemanya del territori belga durant la Primera Guerra Mundial. En qualsevol cas, l'estrena de la pel·lícula va provocar baralles als cinemes d'Anvers, Gant i Bruges.
Als Països Baixos, l'estrena de la pel·lícula va ser molt protestada per diversos grups autoritaris feixistes i de dreta, que la van veure com un insult a la història nacional. A la primera projecció al Teatre Tuschinski d'Amsterdam, van esclatar violents enfrontaments entre membres d'organitzacions feixistes i policies.
Fins i tot dues dècades més tard (1955), la seva reputació perdurable va irritar François Truffaut qui va escriure, en una banda contra les pel·lícules anomenades "d'èxit": "En aquest sentit, la pel·lícula més odiosa és indiscutiblement La Kermesse heroica perquè tot el que hi ha és incomplet, la seva gosadia s'atenua; és raonable, mesurada, les seves portes són mig obertes, els camins són esbossats i només es dibuixa tot el que hi ha;
No obstant això, aquesta segueix sent probablement la més popular i àmpliament coneguda de les pel·lícules de Jacques Feyder.

## Premis
- 1936 Gran Premi del Cinema Francès
- 1936 IV Festival Internacional de Cinema de Venècia : Jacques Feyder, millor director
- 1936 National Board of Review: millor pel·lícula estrangera
- 1937 Premis del Cercle de Crítics de Cinema de Nova York: millor pel·lícula estrangera
- 1938 Premis Kinema Junpo: millor pel·lícula estrangera